# Thomas Richterich
Thomas Richterich (* 28. Dezember 1960 in Oberhausen) ist ein deutscher Wirtschaftsmanager.

## Leben
Thomas Richterich studierte von 1985 bis 1990 Betriebswirtschaftslehre. In den Jahren 1990 bis 1997 arbeitete er bei MAN Gutehoffnungshütte AG und war dort zuletzt Leiter Controlling. 1997 bis 1999 arbeitete er in der gleichen Funktion bei der Ferrostaal AG, bevor er als kaufmännischer Geschäftsführer 1998 bis 2000 bei der Ferrostaal Industrial Plant Services GmbH arbeitete. 2000 bis 2002 war er Direktor und Leiter Controlling, bei der Babcock Borsig AG und ab 2002 kaufmännischer Geschäftsführer bei der Babcock Borsig Power GmbH.
Zwischen 2002 und 2007 war er Finanzvorstand der Nordex. Von 2007 bis 2012 war er Vorstandsvorsitzender der gleichnamigen Aktiengesellschaft. Er hat seinen ursprünglich am 30. Juni 2012 auslaufenden Vertrag nicht verlängert und schied zum März 2013 aus dem Unternehmen. Nachfolger wurde Jürgen Zeschky.
Im Anschluss war Richterich bis Ende 2013 als kommissarischer Leiter der Geschäftseinheit Central Europe beim dänischen Windkraftanlagenhersteller Vestas tätig. Am 8. September 2014 wurde er CEO Onshore der Unternehmenssparte Siemens Wind Power bei Siemens Energy.